# Igreja Evangélica do Congo
A Igreja Evangélica do Congo (IEC), em francês Église évangélique du Congo, é uma denominação cristã reformada na República do Congo. É a maior denominação protestante do país.

## História

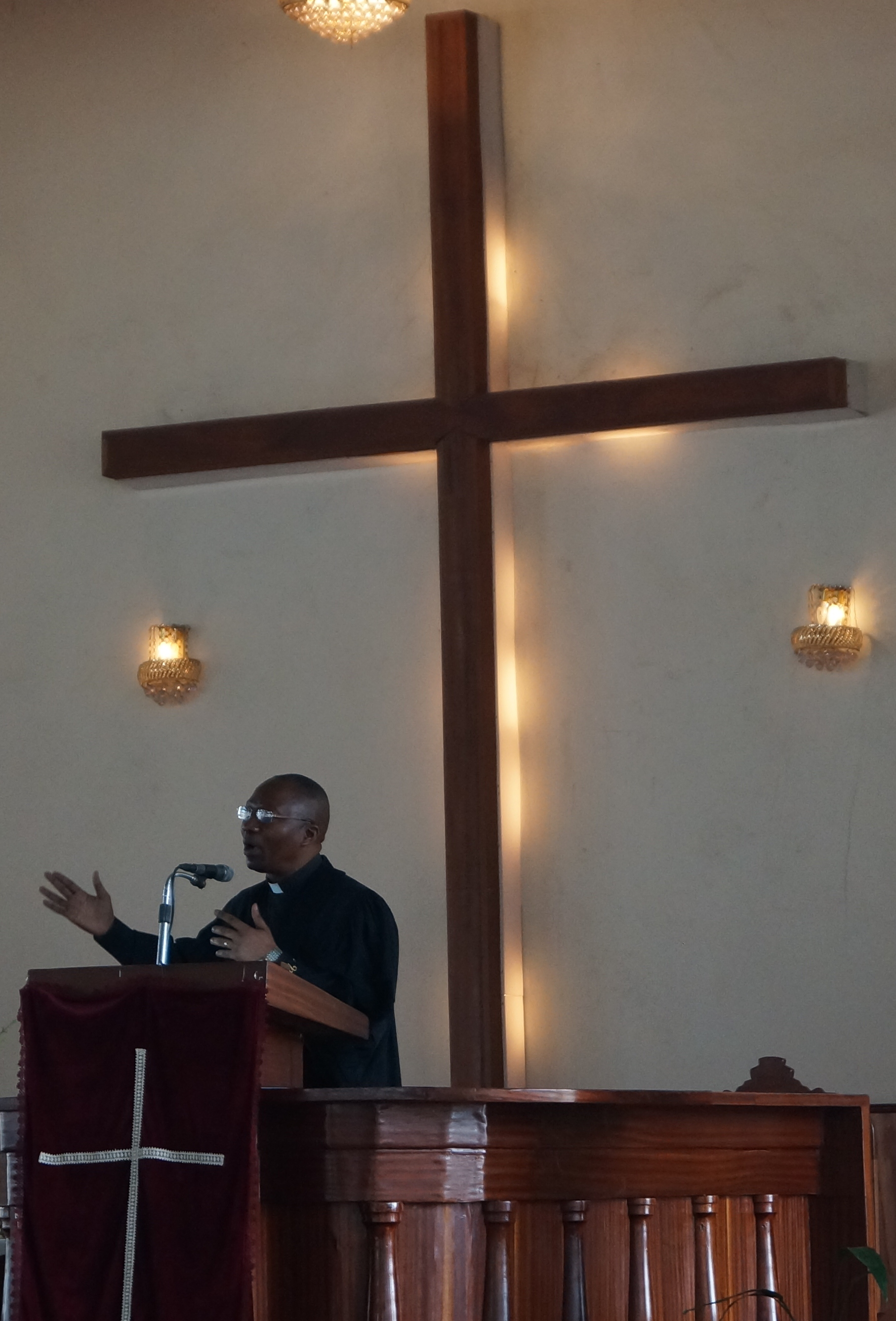
Patrice N’Souami, ex-presidente da Igreja Evangélica do Congo.

O trabalho missionário protestante no que território da atual República do Congo começou em 1909 com a chegada de missionários enviados pela Igreja Missionária Sueca. Missionários batistas, também da Suécia, começaram a evangelizar uma região do norte do país em 1921. A partir de 1947, missionários da Igreja Missionária Aliança da Noruega trabalharam em outra região do norte. Em 1961, a Igreja Evangélica do Congo (IEC) tornou-se foi formada pela união dessas missões.
Em 2005, o pastor Patrice N’Souami foi eleito presidente da denominação.
A IEC cresceu constantemente e se tornou a maior igreja protestante do país. Em 2006, a denominação tinha 118 igrejas e 150.000 membros.
Em 2016, foi estimado que a igreja tinha 225.000 membros.
Em 2016, o pastor Edouard Mounkala foi eleito presidente da denominação.
Em 2020, o pastor Juste Alain Gonard Bakoua foi eleito presidente da denominação.

## Doutrina
A denominação subscreve o Credo dos Apóstolos, pratica o credobatismo e permite a ordenação de mulheres.
Além disso, a denominação é conhecida por sua influência do Movimento Carismático.

## Relações intereclesiásticas
A Igreja Evangélica do Congo faz parte do Concílio Mundial de Igrejas e Comunhão Mundial das Igrejas Reformadas.